# Ritratto d'uomo (Baldung)
Ritratto d'uomo è un dipinto di Hans Baldung. Eseguito nel 1514, è conservato nella National Gallery di Londra.

## Descrizione
Si tratta di un ritratto di un personaggio non identificato ma di sicura ricchezza e nobiltà, probabilmente svevo. A una delle due catene d'oro sono fissate due medaglie raffiguranti l'una la Vergine col Bambino, simbolo della Compagnia della Nostra Signora del Cigno (istituita da Federico II di Brandeburgo e riservata alla nobiltà), l'altra un falco e un pesce, simboli della Compagnia cavalleresca del Falco e del Pesce. La manica a sbuffo bianca è appena visibile, e questo lascia aperta l'ipotesi che il dipinto mostrasse originariamente una porzione maggiore del braccio e che sia stato in seguito tagliato. I ritratti di Hans Baldung, che pare aver lavorato nella bottega di Dürer, sono meno introspettivi rispetto a quelli del maestro, ma ricercano maggiormente l'impatto visivo, qui reso forte, oltre che dal lusso nel vestiario e nei gioielli, anche dal blu acceso dello sfondo.